# Ari Alexander
Ari Alexander (født 17. september 1990) er en dansk skuespiller. Han har medvirket i danske film og tv-serier som Rita (2020), Erna i krig (2020), Alfa (2020), Try Hard (2021) og Bag enhver mand (2023).